# Općinska A nogometna liga Koprivnica 1978./79.
Općinska A nogometna liga Koprivnica za sezonu 1978./79. je bila liga šestog stupnja nogometnog prvenstva Jugoslavije. 
 
Sudjelovalo je devet klubova, a prvak je bio "Rudar" iz Botinovca. 

## Ljestvica
| mj. | klub                        | ut. | pob. | ner. | por. | gol+ | gol- | bod |
| --- | --------------------------- | --- | ---- | ---- | ---- | ---- | ---- | --- |
| 1.  | Rudar Botinovec             | 16  | 14   | 1    | 1    | 70   | 23   | 29  |
| 2.  | Udarnik Zablatje            | 16  | 10   | 1    | 5    | 52   | 35   | 21  |
| 3.  | Borac Imbriovec             | 16  | 9    | 2    | 5    | 49   | 26   | 20  |
| 4.  | Mučna Reka (Reka)           | 16  | 9    | 1    | 6    | 59   | 33   | 19  |
| 5.  | Sabarija Subotica Podravska | 16  | 9    | 1    | 6    | 45   | 41   | 19  |
| 6.  | Tehničar Cvetkovec          | 16  | 6    | 1    | 9    | 34   | 54   | 13  |
| 7.  | Galeb Koledinec             | 16  | 9    | 1    | 10   | 32   | 35   | 11  |
| 8.  | Omladinac Herešin           | 16  | 4    | 1    | 11   | 36   | 60   | 9   |
| 9.  | Jedinstvo Pustakovec        | 16  | 1    | 1    | 14   | 13   | 81   | 3   |

## Rezultatska križaljka
| kratica | klub                        | BOR | GAL | JED | MUR | OML | RUD | SAB | TEH | UDA |
| --- | --------------------------- | --- | --- | --- | --- | --- | --- | --- | --- | --- |
| BOR | Borac Imbriovec             |     |     |     |     |     |     |     |     |     |
| GAL | Galeb Koledinec             |     |     |     |     |     |     |     |     |     |
| JED | Jedinstvo Pustakovec        |     |     |     |     |     |     |     |     |     |
| MUR | Mučna Reka (Reka)           |     |     |     |     |     |     |     |     |     |
| OML | Omladinac Herešin           |     |     |     |     |     |     |     |     |     |
| RUD | Rudar Botinovec             |     |     |     |     |     |     |     |     |     |
| SAB | Sabarija Subotica Podravska |     |     |     |     |     |     |     |     |     |
| TEH | Tehničar Cvetkovec          |     |     |     |     |     |     |     |     |     |
| UDA | Udarnik Zablatje            |     |     |     |     |     |     |     |     |     |
| |                             |     |     |     |     |     |     |     |     |     |
| podebljan rezultat - utakmice od 1. do 9. kola (1. utakmica između klubova) rezultat normalne debljine - utakmice od 10. do 18. kola (2. utakmica između klubova) rezultat nakošen - nije vidljiv redoslijed odigravanja međusobnih utakmica iz dostupnih izvora rezultat smanjen * - iz dostupnih izvora nije uočljiv domaćin susreta prekrižen rezultat - poništena ili brisana utakmica p - utakmica prekinuta 3:0 p.f. / 0:3 p.f. - rezultat 3:0 bez borbe n.i. - nije igrano |                             |     |     |     |     |     |     |     |     |     |

 Izvori:

## Unutarnje poveznice
- Međuopćinska liga Koprivnica – Križevci 1978./79.
- Općinska B liga Koprivnica 1978./79.